# Макфарланд, Эд
Эдвард Уильям Макфарланд (англ. Edward William McFarland, 3 августа 1874, Кливленд, Огайо — 28 ноября 1959, там же) — американский бейсболист, кэтчер. Выступал в Главной лиге бейсбола с 1893 по 1908 год. Победитель Мировой серии 1906 года в составе «Чикаго Уайт Сокс».

## Биография
Эдвард Макфарланд родился 3 августа 1874 года в Кливленде. Его отец Уильям был канадцем шотландского происхождения, мать Кларисса англичанкой. Кроме Эдварда в семье была ещё одна дочь. Согласно данным переписи населения 1880 года, глава семейства содержал обувную лавку. 
Играть в бейсбола на профессиональном уровне Эд начал в 1893 году: сначала в составе «Акрон Спиннерс», а затем и в Главной лиге бейсбола за «Кливленд Спайдерс». Затем два сезона он провёл в командах младших лиг. В 1894 году Макфарланд играл за «Толидо Уайт Стокингс» в Западной лиге, где отбивал с показателем 38,9 % с 43 даблами, 25 триплами и 16 хоум-ранами. После этого Чарльз Комиски пригласил его в свою команду «Цинциннати», но в составе было слишком много кэтчеров и в результате Эду пришлось отправиться в «Индианаполис Хузиерс». Спустя сезон права на него были обменяны в «Сент-Луис Браунс».
В «Браунс» он отыграл полтора года, заслужив репутацию одного из лучших кэтчеров той эпохи. Журнал Sporting News отмечал его сильную и точную руку, благодаря чему Эд был лучшим в лиге на своей позиции по числу сделанных передач. Летом 1897 года его обменяли в «Филадельфию» на питчера Кида Карси и кэтчера Майка Грейди. В оставшейся части сезона он сыграл 38 матчей, отбивая с показателем 22,3 %. Одной из причин снижения результативности стала травмы. 
Весной 1898 года он набрал форму и прочно занял место основного кэтчера «Филлис». Сезон он завершил с личными рекордами по количеству RBI (71) и ранов (65). Годом позже Эд стал лучшим отбивающим среди кэтчеров. При этом оба чемпионата он отыграл не полностью из-за различных травм. В 1901 году свою деятельность начала Американская лига. В Филадельфии появилась вторая команда, «Атлетикс», которую называли одним из главных претендентов на Макфарланда. Однако, Эд остался в «Филлис» и сыграл за них в 74 матчах чемпионата.
В 1902 году он заключил контракт с «Чикаго Уайт Сокс» из Американской лиги. Отношения между двумя организациями были напряжёнными. Летом Эд даже не ездил с командой на выездной матч против «Атлетикс», опасаясь, что владелец «Филлис» полковник Джон Роджерс попытается каким-либо способом задержать игрока. В чемпионате он сыграл 75 игр, отбивая с показателем 22,8 %. Физическое состояние Макфарланда постепенно ухудшалось и в 1903 году его даже отстраняли от матчей. Позже выяснилось, что причиной этого был алкоголизм. Новый контракт Эд получил весной 1904 года, пообещав тренеру Кларку Гриффиту, что он справился со своими проблемами. К команде он присоединился в конце мая, а в сентябре снова сорвался и был отстранён. Владелец «Уайт Сокс» Чарльз Комиски публично выразил сомнения в том, что Макфарланд проведёт ещё хотя бы один матч за его команду.
Тем не менее, Эд оставался одним из лучших кэтчеров лиги. Интерес к нему проявляли другие клубы, и известный своим жёстким нравом Комиски дал ему ещё один шанс. В результате в 1905 году Макфарланд сыграл в 80 матчах, хотя большую часть времени на этой позиции действовал Билли Салливан. По ходу следующего сезона выменять Эда пытались «Бостон Американс», но Комиски ответил отказом. При этом сам игрок не выходил на поле на протяжении почти всего чемпионата, сыграв только двенадцать матчей в сентябре и октябре. В победной для «Уайт Сокс» Мировой серии он появился на бите всего один раз. В 1907 году интерес к нему проявлял «Кливленд», но обмен снова не состоялся. Макфарланд сыграл за команду 52 матча, отбивая с показателем 28,3 %, но в сентябре исчез из расположения «Уайт Сокс». В это же время травму получил Салливан и эта выходка Эда стала последней каплей, переполнившей чашу терпения Чарльза Комиски. 
В январе 1908 года Макфарланд был обменян в «Бостон Ред Сокс». Смена обстановки повлияла на него положитель, он вновь начал тренироваться, но хватило Эда не надолго. В конце июня он был отстранён от матчей, а 7 июля клуб отчислил его. На этом карьера кэтчера была завершена. 
Уйдя из спорта, Эд не поддерживал отношения с бывшими партнёрами. Известно, что в 1942 году он женился на Зелде Палмер. В ноябре 1959 года Макфарланд упал у себя дома и получил перелом тазовых костей. Он был госпитализирован и 28 ноября скончался в одной из больниц Кливленда.